# Saint-Dier-d’Auvergne
Saint-Dier-d’Auvergne település Franciaországban, Puy-de-Dôme megyében. Lakosainak száma 549 fő (2022. január 1.). Saint-Dier-d’Auvergne Auzelles, Ceilloux, Domaize, Estandeuil, Saint-Flour-l'Étang, Saint-Jean-des-Ollières és Trézioux községekkel határos.

## Népesség
A település népessége az elmúlt években az alábbi módon változott:
| Lakosok száma | 537  | 514  | 536  | 519  | 530  | 542  | 544  | 546  | 549  |
|               | 2013 | 2015 | 2016 | 2017 | 2018 | 2019 | 2020 | 2021 | 2022 |